# River Burn (vattendrag i Storbritannien, lat 54,22, long -1,65)
River Burn är ett vattendrag i Storbritannien.   Det ligger i riksdelen England, i den centrala delen av landet, 300 km norr om huvudstaden London.